# 크루세이드 (드라마)
크루세이드(Crusade)는 1999년 6월 9일부터 9월 1일까지 TNT에서 방영된 SF 드라마로, 《바빌론 5》의 스핀오프 작품이다.